# 佛教大学の人物一覧
佛教大学の人物一覧（ぶっきょうだいがくのじんぶついちらん）は、佛教大学に関係する人物の一覧記事。

## 教職員

### 佛教大学学長
- 第6代：水谷幸正（1979年 - 1989年）：仏教学者
- 第7代：伊藤唯真（1989年 - 1994年）：仏教学者、浄土宗総本山知恩院第八十八世門主
- 第8代：高橋弘次（1995年 - 1999年）：仏教学者、浄土宗大本山金戒光明寺第七十四世法主
- 第9代：中井真孝（1999年 - 2005年）：歴史学者
- 第10代：福原隆善（2005年 - 2009年）：仏教学者
- 第11代：山極伸之（2009年 - 2015年）：仏教学者
- 第12代：田中典彦（2015年 - 2021年）：仏教学者
- 第13代：伊藤真宏（2021年 - ）：仏教学者

### 現職

#### 仏教学部
- 山極伸之（現副学長兼事務局長） - 仏教学

#### 文学部
- 長尾秀則（日本文学科教授） - 書道文化
- 瀬戸賢一（英米学科教授） - 英語学・レトリック
- 野間正二（文学部長）－アメリカ文学

#### 歴史学部
- 李昇燁（歴史学科教授） - 朝鮮近現代史
- 南川高志（歴史学科特別任用教授） - 西洋古代史（ローマ帝国史）
- 宮澤知之（歴史学科教授） - 中国近世史
- 斎藤英喜（歴史文化学科教授） - 神話伝承学
- 八木透（歴史文化学科教授） - 民俗学

#### 教育学部
- 田中圭治郎（教育学科嘱託教授） - 教育学
- 山内乾史（教育学科教授） - 教育社会学

#### 社会学部
- 満田久義（公共政策学科教授） - 環境社会学

#### 社会福祉学部
- 若尾典子（社会福祉学部教授） - 憲法・ジェンダー研究

#### 保健医療技術学部
- 二木康之（理学療法学科教授） - 発達神経学

### 元職
※佛教大学出身教職員は「出身者」を参照
- 井上浩一（歴史学科特別任用教授） - ビザンツ帝国史
- 梅溪昇（史学科、1995年退任、教授） - 日本近代史
- 青山忠正（歴史学科教授） - 日本近代史
- 川北稔（歴史学科特別任用教授） - イギリス近世・近代史
- 黒田彰（日本文学科教授） - 中世文学
- 近藤治（歴史学科教授） - インド史
- 桜井好朗（文学部教授、2001年定年退任） - 中世日本紀
- 清水稔（歴史学科教授） - 中国近現代史
- 関山和夫（名誉教授） - 民俗学
- 高田公理（社会学部教授） - 情報文明学、都市文化論、観光文化論
- 坪内稔典（日本文学科教授） - 近世文学
- 長友千代治（人文学科、2007年退任、教授） - 日本近世文学
- 野村博（社会学部、名誉教授） - 英米哲学
- 原田敬一（歴史学科、2019年定年退任、名誉教授） - 日本近現代史
- 藤本淨彦（名誉教授） - 仏教学
- 宮脇陽三（教育学科、名誉教授） - 教育学
- 吉野光（人文学科、2008年定年退任、名誉教授） - 美術史
- 吉田富夫（中国学科、2008年定年退任、名誉教授） - 中国現代文学
- 渡邊忠司（歴史学科、2018年定年退任、名誉教授） - 日本近世史

## 出身者

### 国政
- 中野種一郎 - 政治家（元衆議院議員、初代伏見市長）、元日本商工会議所副会頭、元関西経済連合会副会長、元京都商工会議所会頭、京都放送初代会長
- 小泉顕雄 - 政治家（元参議院自由民主党副幹事長）
- 萱野志朗 - アイヌ民族活動家、アイヌ民族党代表
- 林田好文 - 政治活動家

### 地方政界
- 坊恭寿 - 第103代神戸市議会議長
- 増田和俊 - 元広島県三次市長

### 財界
- 小島康誉 - あずみ創業者、国際協力実践家、佛教大学客員教授・ニヤ遺跡学術研究機構代表
- 栄永英幸 - テレビプロデューサー、パッション代表取締役社長
- 高松明央 - テレビプロデューサー、LOL代表取締役社長
- 徳本達郎 - ジャクエツ代表取締役社長
- 小嶋達典 - 株式会社GANKO代表取締役社長
- 佐々木晃 - 佐々木酒造代表取締役社長
- 奥山淑英 - サンコーインダストリー代表取締役社長
- 岡本誠司 (実業家) - 株式会社トマトコーポレーション代表取締役社長
- 広瀬穣治 - 伊藤久右衛門代表取締役社長

### 研究

#### 仏教学者
- 塚本善隆 - 京都国立博物館元館長、華頂短期大学元学長、京都大学名誉教授、元日本学士院会員
- 井川定慶 - 佛教大学名誉教授
- 並川孝儀 - 佛教大学仏教学部教授
- 小野田俊蔵 - 佛教大学歴史学部歴史文化学科教授
- 平岡聡 - 京都文教大学元学長
- 吹田隆道 - 佛教大学大学院非常勤講師
- 牧田諦亮 - 埼玉工業大学元学園長、京都大学人文科学研究所元教授
- 宮城洋一郎 - 仏教史・社会福祉学者
- 清水俊史 - 佛教大学総合研究所特別研究員

#### 歴史学者
- 網干善教 - 関西大学名誉教授、高松塚古墳発掘
- 今堀太逸 - 佛教大学歴史学部歴史学科教授
- 斉藤利彦 - 佛教大学歴史学部歴史文化学科教授
- 町田明広 - 神田外語大学外国語学部准教授
- 渡邊大門 - 大阪観光大学観光学研究所客員研究員、歴史と文化の研究所代表取締役
- 尾脇秀和 - 神戸大学経済経営研究所研究員、佛教大学非常勤講師

#### 社会福祉学者
- 岩崎香 - 早稲田大学人間科学部教授
- 山本隆 - 関西学院大学人間福祉学部教授
- 松平千佳 - 静岡県立大学短期大学部社会福祉学科准教授

#### 看護学者
- 小野清美 - 元岡山大学医学部教授
- 城ヶ端初子 - 東京有明医療大学教授
- 松木光子 - 日本赤十字北海道看護大学初代学長

#### その他学者
- 井上和久 - 保健学者、埼玉県立大学准教授
- 岩田宗一 - 大谷大学名誉教授
- 奈倉道隆 - 浄土宗僧侶、医師、東海学園大学名誉教授
- 平松隆円 - 化粧心理学者
- 太田篤志 - 姫路獨協大学客員教授、作業療法士
- 奥岡茂雄 - 美術史学者
- 川端俊一郎 - 経済学者、北海学園大学名誉教授（通信教育中退）
- 坂口光晴 - 保健学者、佛教大学准教授
- 谷口正子 - 文学者、共立女子大学国際文化学部教授
- 政岡伸洋 - 民俗学者、東北学院大学文学部教授
- 八木透 - 民俗学者、佛教大学歴史学部歴史文化学科教授
- 山本浄邦 - K-POP研究者、東アジア近現代史研究者、立命館大学授業担当講師
- 森岡周 - 東京都立大学人間健康科学研究科客員教授、畿央大学ニューロリハビリテーション研究センター長
- 村田正夫 - 大阪成蹊大学教授、柔道家
- 若林良和 - 水産社会学者、愛媛大学社会共創学部教授
- 倉谷昌伺 - 京都情報大学院大学教授
- 小嶋裕 - 高知リハビリテーション専門職大学元学長・教授
- 滋野正道 - 公共政策学、ヤマカミ計画主宰
- 小谷利明 - 歴史家
- 中澤秀一 - 介護福祉学者、東京基督教大学教授
- 古川隆司 - 社会学者、社会科学者。追手門学院大学教授

### 宗教
- 釈証厳 - 僧侶、慈済基金会創設者（通信教育中退）
- 公方俊良 - 僧侶、相乗宗創始者(中退)
- 鷹司誓玉 - 浄土宗大本山善光寺大本願第121世法
- 伝印 - 中国の禅僧
- 酒井圓弘 - 天台宗僧侶
- 井上広法 - 浄土宗僧侶
- 光誉祐華 - 浄土宗僧侶
- 佐々木良法 - 浄土宗僧侶、浄土宗南米開教区総監
- 勝本正實 - 牧師
- 大和昌平 - 牧師、東京基督教大学副学長、特任教授
- 清水成眞 - 皆成院住職、鳥取県三朝町議会議員
- 広末晃敏 - ひかりの輪副代表

### 教育
- 家田隆現 - むらさき幼稚園創立者
- 隂山英男 - 立命館小学校副校長、立命館大学教育開発支援センター教授
- 森口朗 - 教育評論家、元東京都職員
- 平岡龍人 - 教員、僧侶、清風情報工科学院理事長
- 平岡宕峯 - 教育者、清風学園・清風南海学園創立者
- 松永信也 - 教員、社会福祉活動家

### 福祉
- ホルム・麻植佳子 - 看護師、起業家

### 芸術

#### 文学
- 鏑木蓮 - 作家：第1回立教・池袋ふくろう文芸賞受賞、第52回江戸川乱歩賞受賞
- 永井紗耶子 - 作家
- 跡部蛮- 歴史作家（ペンネームは「辻大悟」）、歴史研究家

#### 漫画
- 尼子騒兵衛 - 漫画家：代表作は忍たま乱太郎シリーズ
- 臂美恵 - 漫画家
- 佐川美代太郎 - 漫画家
- 磨伸映一郎 - 漫画家

#### 写真
- 山本将文 - 写真家
- 水野歌夕 - 写真家

#### その他
- 植村諦 - 詩人、アナキスト
- 加登亙川 - 書家
- 松本恭子 - 俳人
- 林和清 - 歌人
- 上崎洋一 - 編集者、著作家、俳人
- 遠藤剛熈 - 画家
- 五十川明 - ファッションデザイナー
- 榮久庵憲司 - 工業デザイナー、広島国際大学客員教授
- 池坊美佳 - 華道家
- 柴田宋休 - 陶芸家、詩画作家、エッセイスト
- 安川眞慈 - 書画作家
- 小渕世子 - ゲーム音楽作曲家
- 中川龍学 - 僧侶、イラストレーター
- 緒方泰州 - 易学者
- 前田昌宏 - 仏師、僧侶
- 辻本一英 - 郷土史家

### 芸能
- レッド吉田 - 漫才コンビ（TIM）
- 越智順子 - ゴスペル・ジャズシンガー
- 中村健吾 - ベーシスト、コンポーザー
- 中立公平 - 劇作家、演出家、俳優、音楽家、劇場プロデューサー、THE KIO COMPANY芸術監督
- 柳田光司 - 構成作家、バラエティタレント、ラジオパーソナリティ
- あらいなおこ - クロマティックハーモニカ奏者
- ごまのはえ - 劇作家、俳優、ニットキャップシアター代表
- 合田団地 - 演出家、劇作家、脚本家、俳優
- 二井原実 - ロック歌手（LOUDNESS）
- Chachamaru - ギタリスト
- 冠徹弥 - ロック歌手（THE冠）
- 綿貫正顕 - 作曲家 、編曲家、ギタリスト
- VOG - シンガーソングライター、MC
- 小林未奈 - シンガーソングライター
- 広瀬謙 - 俳優
- 井深克彦 - 俳優
- 小西沙絵加 - 女優
- 笑福亭呂好 - 落語家
- 田中真琴 - モデル、女優
- 大前美穂子 - タレント
- ぎょうぶ - 吉本興業所属のお笑いコンビ

### マスコミ

#### アナウンサー
- 関知子 - 宮崎放送テレビ局長・業務部長、元同局アナウンサー。
- 宗我部英久 - アナウンサー・気象予報士（四国放送アナウンサー）
- 寺西裕一 - フリーアナウンサー（元KBS京都アナウンサー）
- 中村由紀 - フリーアナウンサー
- 深沢彩子 - フリーアナウンサー・DJ（元ラジオ福島アナウンサー）
- 奥貫仁美 - フリーアナウンサー(元NHK契約キャスター、通信教育課程卒業)
- 青木真梨子-フリーアナウンサー

#### その他
- 関朝之 - ノンフィクションライター
- 井上光成 - スポーツライター
- 千葉望 - ライター
- 合田一道 - ノンフィクション作家（元北海道新聞編集委員）

### スポーツ

#### 野球
- 丸尾英司 - 元プロ野球選手
- 河野秀数 - 元プロ野球選手
- 大野雄大 - プロ野球選手（中日ドラゴンズ）：2020年東京オリンピックの野球競技・日本代表で金メダル
- 張本優大 - 元プロ野球選手
- 木村光 - プロ野球選手（福岡ソフトバンクホークス）
- 西川明 - 元プロ野球選手（引退後に入学）
- 多田晃 - 高校野球指導者（通信教育課程卒業）
- 山本巧 - 高校野球指導者

#### サッカー
- 岡宏道 - サッカー審判員
- 手代木直美 - サッカー審判員
- 樋口士郎 - ヴィアティン三重強化部長兼アカデミーダイレクター
- 八十祐治 - 元サッカー選手、弁護士

#### 陸上競技
- 飯島希望 - 陸上選手（平成17年度卒、現在は積水化学）
- 木﨑良子 - 陸上選手（平成19年度卒、現在はダイハツ工業）：2012年ロンドン五輪女子マラソン日本代表
- 出田千鶴 - 陸上選手（平成20年度卒、ダイハツ工業）
- 森唯我 - 元陸上選手（平成21年度卒、元佛教大学陸上競技部コーチ）
- 西原加純 - 陸上選手（平成22年度卒、現在はシスメックス）：2015年世界陸上北京大会10000m日本代表
- 石橋麻衣 - 陸上選手（平成23年度卒、現在はヤマダ電機）
- 川嶋利佳 - 陸上選手（平成23年度卒、元キャノンアスリートクラブ九州）
- 吉本ひかり - 陸上選手（平成23年度卒、現在はダイハツ工業）：2011年世界陸上大邱大会10000m日本代表
- 竹地志帆 - 陸上選手（平成24年度卒、現在はヤマダ電機）：2011年夏季ユニバーシアードハーフマラソン団体で金メダル
- 森知奈美 - 陸上選手（平成24年度卒、現在はヤマダ電機）
- 竹上千咲 - 陸上選手（平成25年度卒、現在はダイハツ工業）
- 前田彩里 - 陸上選手（平成25年度卒、現在はダイハツ工業）：2015年世界陸上北京大会女子マラソン日本代表[1]
- 川村楓 - 陸上選手（令和元年度卒、現在は岩谷産業）

#### その他
- 大前千代子 - アーチェリー、車いすテニス選手
- 伊原克彦 - 中退、競輪選手
- 田邊哲人 - スポーツチャンバラ協会会長
- 上杉徹 - バレーボール指導者（クボタスピアーズ大阪）